# Susan S. Ellenberg
Pour les articles homonymes, voir Ellenberg.
Susan S. Ellenberg, née le 27 mai 1946, est une statisticienne américaine spécialisée dans la conception d'essais cliniques et la sécurité des produits médicaux. Elle est professeure de biostatistique, d'éthique médicale et de politique de santé à la Perelman School of Medicine (en) à l'université de Pennsylvanie.

## Éducation et carrière
Susan Ellenberg est diplômée du Radcliffe College en 1967. Elle obtient une maîtrise de la Harvard Graduate School of Education et elle devient professeure de mathématiques en lycée. Elle cesse d'enseigner pour élever une famille et commence à travailler comme programmeuse informatique pour Jerome Cornfield à l'université George-Washington, activité qu'elle pouvait faire en travaillant à domicile. Elle obtient un doctorat en statistiques mathématiques en 1980 à l'université George-Washington, tout en continuant à travailler pour Cornfield.  
Elle travaille à l'Institut national du cancer de 1982 à 1988, puis rejoint l'Institut national des allergies et des maladies infectieuses en tant que chef de la nouvelle division de biostatistique de la Division du sida. En participant à une conférence internationale sur le sida à Montréal, Ellenberg obtient un programme de recherche sur le traitement ACT UP pour l'humanisation des essais de médicaments. Elle partage des copies avec un groupe de travail de statisticiens du NIH et de la FDA, rapidement complétée par des militants du sida et des cliniciens intéressés, pour discuter de meilleures approches de la recherche clinique sur le sida. Pour son rôle dans la recherche sur le sida, Ellenberg figure dans le film How to Survive a Plague.  
Elle rejoint en 1993 la Food and Drug Administration, en tant que directrice du Bureau de biostatistique et d'épidémiologie du Centre d'évaluation et de recherche biologiques, puis en 2004, elle prend ses fonctions à la Perelman School of Medicine à l'université de Pennsylvanie en 2004, où elle est professeure de biostatistique, d'éthique médicale et de politique de santé.  
En 2011, elle est nommée présidente du conseil d'administration de l'Institut national des sciences statistiques. Elle est doyenne associée pour la recherche clinique à l'école Perelman. Elle est élue présidente de la Société pour les essais cliniques en 1993, et présidente 1999 de la Société biométrique internationale pour la région de l'Amérique du Nord-Est.

## Publications
Avec Thomas Fleming et David DeMets, Ellenberg est l'auteure de Data Monitoring Committees in Clinical Trials: A Practical Perspective (Wiley, 2002).  

## Prix et distinctions
Ellenberg est devenue membre de la Société américaine de statistique en 1991.  Elle est également membre élue de l'Institut international de statistique et membre de l'Association américaine pour l'avancement des sciences et de la Society for Clinical Trials.  
Elle a reçu le Founders Award de la Société américaine de statistique en 1996, le Distinguished Achievement Award 2014 du National Institute of Statistical Sciences et le 2018 prix Janet L. Norwood pour les réalisations exceptionnelles d'une femme en sciences statistiques.  
En 2019, elle a reçu le prix Florence Nightingale David décerné par le Comité des présidents de sociétés statistiques (COPSS) et le Caucus for Women in Statistics « pour ses rôles de leadership percutants au NIH, à la FDA et à l'Université de Pennsylvanie, développant et évaluant de nouvelles méthodologies et approches spécialisées pour améliorer la conduite d'essais cliniques ; pour influencer la pratique éthique et diriger l'élaboration de politiques réglementaires importantes ; pour le leadership dans l'établissement de normes pour les comités de surveillance des données d'essais cliniques ; pour le leadership statistique supérieur pour de nombreux essais cliniques du réseau de recherche clinique multicentrique ; pour un leadership distingué dans de nombreuses sociétés professionnelles et des comités nationaux et internationaux traitant des principaux problèmes de santé publique et pour servir de modèle académique exceptionnel aux professeurs et aux étudiants ».